# Hasan Hasanov
Pour les articles homonymes, voir Hasanov.
Hasan Hasanov (en azéri : Həsən Əziz oğlu Həsənov ; né le 20 octobre 1940 à Tbilissi) est un homme politique et diplomate azerbaïdjanais. Il est le dernier dirigeant communiste d'Azerbaïdjan, en tant que Premier ministre de l'Azerbaïdjan à la fois pendant le régime soviétique et l'indépendance ultérieure de l'Azerbaïdjan après l'effondrement de l'Union soviétique.

## Biographie

### Jeunesse
Hasanov est né à Tbilissi. Après avoir terminé ses études secondaires à Tbilissi, il déménage à Bakou, en Azerbaïdjan, pour étudier à l'Université technique de l'Azerbaïdjan en 1958. En 1963, Hasanov est diplômé de l'université et en 1981 de l'École suprême du Parti de Bakou. Pendant ses études, il préside le comité de Komsomol du groupe, de la faculté et de l'institut. En 1962, Hasanov est envoyé au 14e sommet annuel du Komsomol soviétique qui se tenait à Moscou en tant que représentant des étudiants azerbaïdjanais. En 1960-1963, il est président du Conseil des étudiants de Bakou ; de 1962 à 1966, il travaillé comme instructeur au sein du comité Komsomol de Bakou et  préside le comité de Komsomol du district de Bakou. En 1966-1967, au cours de ses études de doctorat, Hasanov est à l'Institut de recherche scientifique sur les matériaux et les établissements de construction. En 1967, il est nommé au poste de responsable du département au Comité central du Parti communiste d'Azerbaïdjan.

### Carrière politique
Après avoir travaillé dans le comité d'organisation du bureau central du Komsomol à Moscou pendant deux ans, Hasanov retourne à Bakou en 1971 et travaille comme instructeur et directeur adjoint du département du Parti communiste d'Azerbaïdjan. Plus tard, il travaille comme premier secrétaire du district de Sabail en 1975-1978, comme premier secrétaire du parti de Sumgayit en 1978-1979 et comme premier secrétaire du comité du parti de Ganja en 1979-1981. De 1981 à 1990, Hasanov est secrétaire du Comité central du Parti communiste d'Azerbaïdjan et membre du bureau et préside le comité des politiques économiques de la même institution de 1989 à 1990[réf. souhaitée].

### Travail au Gouvernement
Hasanov est Premier ministre de l'Azerbaïdjan pendant la période la plus difficile du pays, en 1990-1992. Après l'indépendance de l'Azerbaïdjan, il est chargé de former le nouveau gouvernement de l'Azerbaïdjan. Comprenant les difficultés, Hasanov conclut un accord avec le Front populaire d'Azerbaïdjan en les invitant à former une coalition au sein du gouvernement nouvellement établi. De 1992 à 1998, il sert dans le service diplomatique de l'Azerbaïdjan indépendant et reçoit le statut d'ambassadeur extraordinaire et plénipotentiaire de l'Azerbaïdjan. En 1992–1993, H.Hasanov travaille à la Mission permanente de la République d'Azerbaïdjan auprès de l'ONU à New York. De 1993 à 1998, il est ministre des Affaires étrangères de l'Azerbaïdjan.
De 2004 à 2010, Hasanov est ambassadeur extraordinaire et plénipotentiaire de la République d'Azerbaïdjan en Hongrie. Le 30 mars 2010, il est nommé ambassadeur d'Azerbaïdjan en Pologne. Le 8 janvier 2021, Hasanov est démis de ses fonctions d'ambassadeur d'Azerbaïdjan en Pologne.

### Activité littéraire
Hasan Hasanov est l'auteur du livre Vues nationales et d'État et activités de Nariman Narimanov et de la pièce Lettres de Bruxelles, consacrée à la vie et à l'œuvre du grand penseur Mirza Fatali Akhoundov, mise en scène au Théâtre dramatique d'État d'Azerbaïdjan. H. Hasanov écrit également des monographies Cible de l'histoire (Philosophie de l'histoire), Notre turcisme, Des amulettes et hiéroglyphes égyptiens en Azerbaïdjan, l'ouvrage L'intégration de l'Azerbaïdjan à l'Europe, de nombreux recueils de discours et d'articles,.

## Décorations
- Ordre du Drapeau rouge du Travail
- Croix de Commandeur de l'Ordre du Mérite de la République de Pologne (2020).
- Ordre de Chohrat (2020)